# Mastgarten

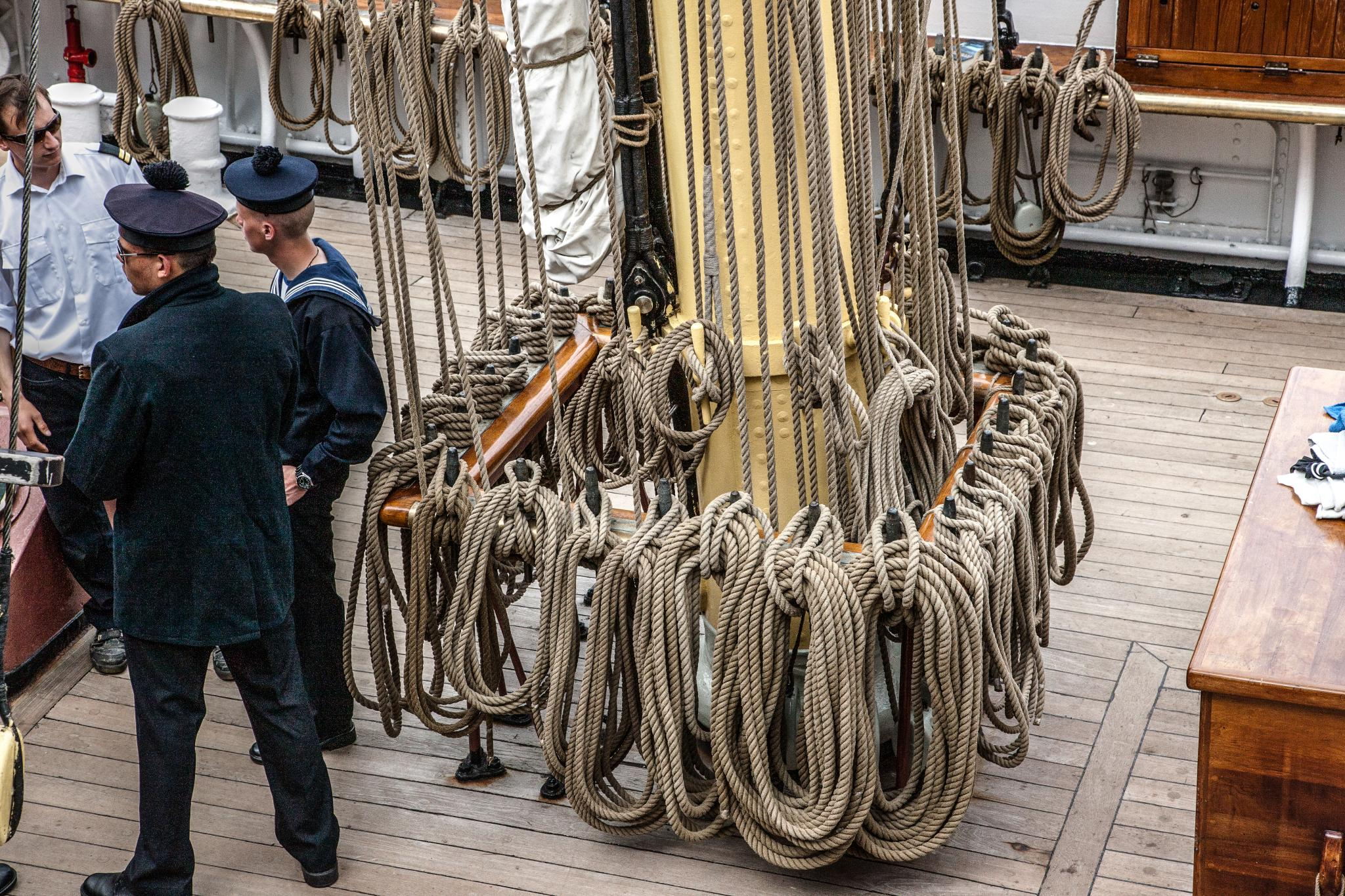
Mastgarten auf der Georg Stage

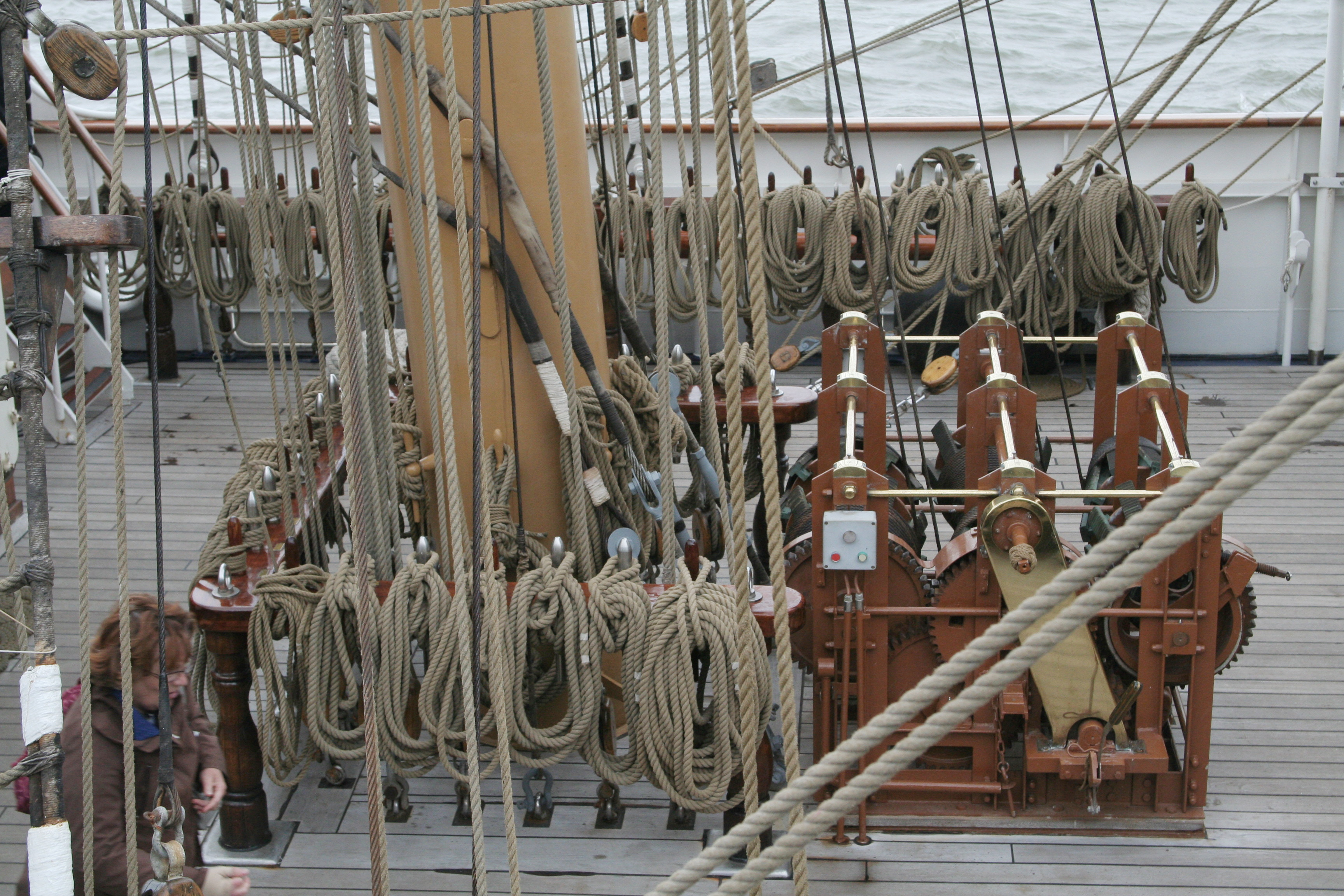
Mastgarten aus drei Nagelbänken, im Hintergrund eine lange Nagelbank entlang der Schiffsseite

Ein Mastgarten bezeichnet auf einem Segelschiff im Viereck um einen Schiffsmast herum gebaute Nagelbänke. Meist besteht der Mastgarten aus vier Nagelbänken; seltener sind es drei Nagelbänke mit einer offenen Seite oder einer vierten Seite, die durch ein anderes Bauteil des Schiffes geschlossen ist (z. B. einen Aufbau des Schiffes).
Ein Mastgarten erlaubt es, Leinen direkt am Mastfuß zu befestigen (zu belegen). Wenn sich die Segel um den Mast herum bewegen, ändert sich dadurch kaum die Distanz zwischen oberem und unterem Befestigungspunkt der Leinen, und sie sind nicht den Segeln im Weg, wie sie es bei einer Befestigung an der Seite des Schiffs wären. Mastgärten wurden vor allem auf rahgetakelten Schiffen verwendet, aufgrund der vielen dort verwendeten Leinen, manchmal zusätzlich zu Klampen direkt am Mast.
Gaffelgetakelte Traditionssegler und moderne Yachten nutzen weniger Segel und damit Leinen. Die wenigen Leinen, die in der Nähe des Mastfußes befestigt werden sollen, werden meist direkt durch Klampen oder einzelne Belegnägel (ohne Nagelbank) am Mast befestigt, seltener auch direkt am Baum. Auf modernen, einmastigen Yachten werden Leinen zudem heute vom Mast meist über Scheiben am Fuß des Mastes nach hinten (achtern) umgelenkt, wo sie von der Plicht aus bedient werden können. Mastgärten spielen daher auf modern getakelten Schiffen praktisch keine Rolle mehr.